# 马鞍山号导弹护卫舰

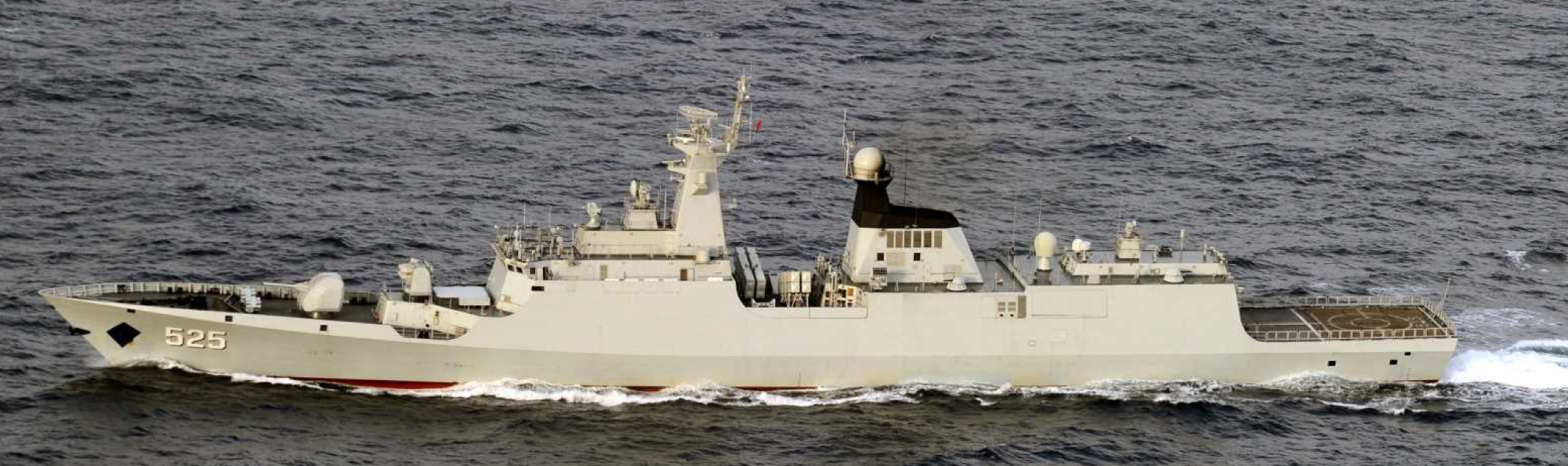
馬鞍山艦，2015年

“马鞍山”号导弹护卫舰（舷号525）简称“马鞍山”舰，是中国人民解放军海军第一代隐身导弹护卫舰054型导弹护卫舰首舰，也是解放军海军首艘第三代导弹护卫舰，可单独或协同海军其他兵力攻击敌水面舰艇、潜艇，具有较强的远程警戒和防空作战能力。马鞍山舰于1999年12月由沪东造船厂开工建造，2003年9月11日下水，2005年2月18日入列，现服役于东海舰队驱逐舰第三支队。马鞍山舰舰名取自安徽省马鞍山市，其入列命名授旗仪式于2005年2月18日举行。

## 历史
2008年10月14日，“马鞍山”号导弹护卫舰及泰州号导弹驱逐舰抵达俄罗斯符拉迪沃斯托克。在为期4天的访问过程中，马鞍山舰等还与俄罗斯海军进行了联合军演。
2009年10月30日，“马鞍山”号导弹护卫舰与“温州”号导弹护卫舰组成中国海军第四批护航编队，从浙江省舟山市起航，前往亚丁湾和索马里海域执行护航任务。第四批护航编队于11月13日与第三批护航编队在亚丁湾东部护航航线A点海域会师并进行了任务交接。马鞍山舰等在安全护送46批660多艘中外船舶、成功解救3艘中外商船，并对阿联酋和菲律宾进行了访问后，于2010年4月23日返回某军港。
2010年，“马鞍山”号导弹护卫舰在防空反导演习中仅用一枚防空导弹便击落了预计要用两枚导弹击落的靶弹。该次演习被认为代表了当时中国海军水面舰艇区域防空的最高水平。
2011年2月21日，“马鞍山”号导弹护卫舰与“温州”号导弹护卫舰组成中国海军第八批护航编队，在浙江舟山起航，再赴亚丁湾、索马里执行护航任务。马鞍山舰等在完成46批507艘船舶伴随护航任务，接护被海盗释放船舶1艘，解救被海盗追击船舶7艘，救助外国船舶2艘，并对卡塔尔和泰国进行访问后，于2011年8月28日返回舟山某军港。
2012年11月28日，“马鞍山”号导弹护卫舰、舟山号导弹护卫舰、杭州号导弹驱逐舰、宁波号导弹驱逐舰及鄱阳湖号综合补给舰等组成海军远海训练舰艇编队，分批通过宫古海峡，进入西太平洋海域，开展例行性训练。
2013年春节期间，“马鞍山”号导弹护卫舰与其他数艘解放军海军东海舰队战舰组成的舰艇编队，在东海执行战备巡逻任务。
2013年5月，“马鞍山”号导弹护卫舰与“杭州”号导弹驱逐舰和“泰州”号导弹驱逐舰等在东海某海域进行了模拟复杂电磁环境下的体系作战训练。
2013年9月25日，“马鞍山”号导弹护卫舰与“常州”号导弹护卫舰等在南海展开了由东海舰队组织的潜舰机合同突击演练。演练中，马鞍山舰和常州舰舰载直升机实投数枚战雷，成功击毁目标。
2014年4月，“马鞍山”号导弹护卫舰及其他解放军海军东海舰队某驱支舰艇进行了编队反潜与抗导训练。
2019年下半年，马鞍山号入坞进行升级改装。
2022年環台軍事演練期間，8月6日中華民國國防部發布影片，表示馬公號驅逐艦在台灣東部海域監控解放軍海軍“馬鞍山”號飛彈護衛艦，兩艦對峙最近時相距僅80英尺（24米）。
2023年4月8日，馬鞍山號進行軍事操演時遭到國軍張騫號巡防艦監控。